# Landlust (Heinkenszand)
Landlust is een landgoed in de Nederlandse plaats Heinkenszand, provincie Zeeland. Het landgoed is een rijksmonument.

## Geschiedenis
In Heinkenszand lagen de kastelen Watervliet en Barbestein. In de 18e eeuw verwierven de families Paardekooper, Nebbens en Swemer - die als rentmeesters en overheidsdienaren betrokken waren bij de adellijke bewoners van beide kastelen - diverse percelen grond, waaronder gronden van Watervliet. Vanaf 1783 stonden er op deze verworven gronden de huizen A. Paardekoopers Hoefje en 't Schuttershof.
Barendina van der Loeff-Nebbens - kleindochter van Adriaan Paardekooper - en haar stiefvader Adriaan Swemer voegden in 1793 de gronden samen tot het nieuwe landgoed Landlust. In datzelfde jaar werd tevens de herenkamer bij de boerderij gebouwd, waarbij gebruik werd gemaakt van sloopmaterialen van het zojuist afgebroken kasteel Watervliet.

### Van Citters
In 1818 kocht Caspar van Citters van Bruëlis (1778-1834) in een openbare verkoping het landgoed aan van de erven van Abraham Swemer. Caspar bewoonde al sinds 1813 de herenkamer Huis Landlust. Zijn enige zoon Cornelis (1826-1882) werd op het landgoed geboren en liet rond 1856 bij de plek van het afgebroken huis Watervliet de villa Bloemenheuvel en een koetshuis bouwen. Cornelis betrok met zijn gezin de nieuwe villa, terwijl zijn moeder in Huis Landlust woonde. Dat huis werd overigens aan de oostzijde uitgebreid zodat een jachthuis ontstond.
De familie Van Citters leefde op ruime voet en maakte hierbij schulden. De weduwe van Cornelis moest daardoor de villa Bloemenheuvel verlaten en ging met de kinderen elders wonen, waarna de gebouwen op het landgoed werden verhuurd. Uiteindelijk werd de villa werd in 1895 gesloopt. Huis Landlust werd nog als seizoenshuis gebruikt door de kinderen van Cornelis. De laatste die dat deed was zoon Cornelis Boudewijn Mattheus, die er tot 1922 regelmatig zou komen.
In 1957 schonk Susanna van Citters het landgoed aan de Stichting Het Zeeuwse Landschap. De boerderij viel hier buiten, want die was verkocht aan de zittende pachter. De stichting gebruikte het koetshuis tot 2007 als kantoor. Het park is opengesteld voor bezoekers.
Een deel van het landgoed werd in de jaren 70 van de 20e eeuw gebruikt voor woningbouw.

## Beschrijving
Het landgoed bestaat uit het Huis Landlust, de boerderij, het koetshuis en het Bosje van Citters. Van de villa Bloemenheuvel zijn alleen de stenen hekpalen bewaard gebleven.

### Huis Landlust en boerderij
Het Huis Landlust is in 1793 gebouwd als herenkamer van de 18e-eeuwse boerderij. Het witgepleisterde herenhuis heeft een rechthoekige plattegrond en bestaat uit twee bouwdelen van elk één bouwlaag, waarbij elk bouwdeel zijn eigen schilddak heeft. Tegen de oostgevel is midden 19e eeuw een aanbouw van twee bouwlagen geplaatst, zodat een jachthuis ontstond.
De aansluitende boerderij Landlust telt één bouwlaag onder een zadeldak.
Aan de achterzijde bevindt zich een 19e-eeuwse vrijstaande schuur. Het schilddak met wolfseinden wordt deels door riet en deels door dakpannen bedekt.

### Koetshuis
Het rond 1856 in neoclassicistische stijl gebouwde koetshuis heeft een rechthoekige plattegrond. Het witgepleisterde koetshuis telt anderhalve bouwlaag en wordt afgedekt door een zadeldak. De inrijdeuren bevinden zich in de westgevel.

### Park
Het parkbos is rond 1856 in landschapsstijl aangelegd naar een ontwerp van S.A. van Lunteren. Enkele onderdelen van de 18e-eeuwse tuin van Watervliet zijn hierbij behouden gebleven, zoals de ronde vijver en enkele bomenrijen. Deze zijn nog afkomstig van de tuinaanleg die rond 1745 door Daniël Marot was ontworpen voor de toenmalige eigenaren van Watervliet.
Bij de vijver staat een monument uit 1856 dat is samengesteld uit oudere delen. Het bovenste deel betreft, naar verluidt, het doopbekken uit de dorpskerk die in 1843 was afgebroken. Het middendeel betreft een restant van een 16e-eeuwse pilaar, eveneens afkomstig uit de dorpskerk. Het onderste deel betreft de gedenkplaat met de datum 19 juli 1856 en de naam 'C.A.J. van Citters', hetgeen verwijst naar het destijds tweejarige zoontje Caspar.
Het bos wordt ook wel Bosje van Citters genoemd.

## Afbeeldingen

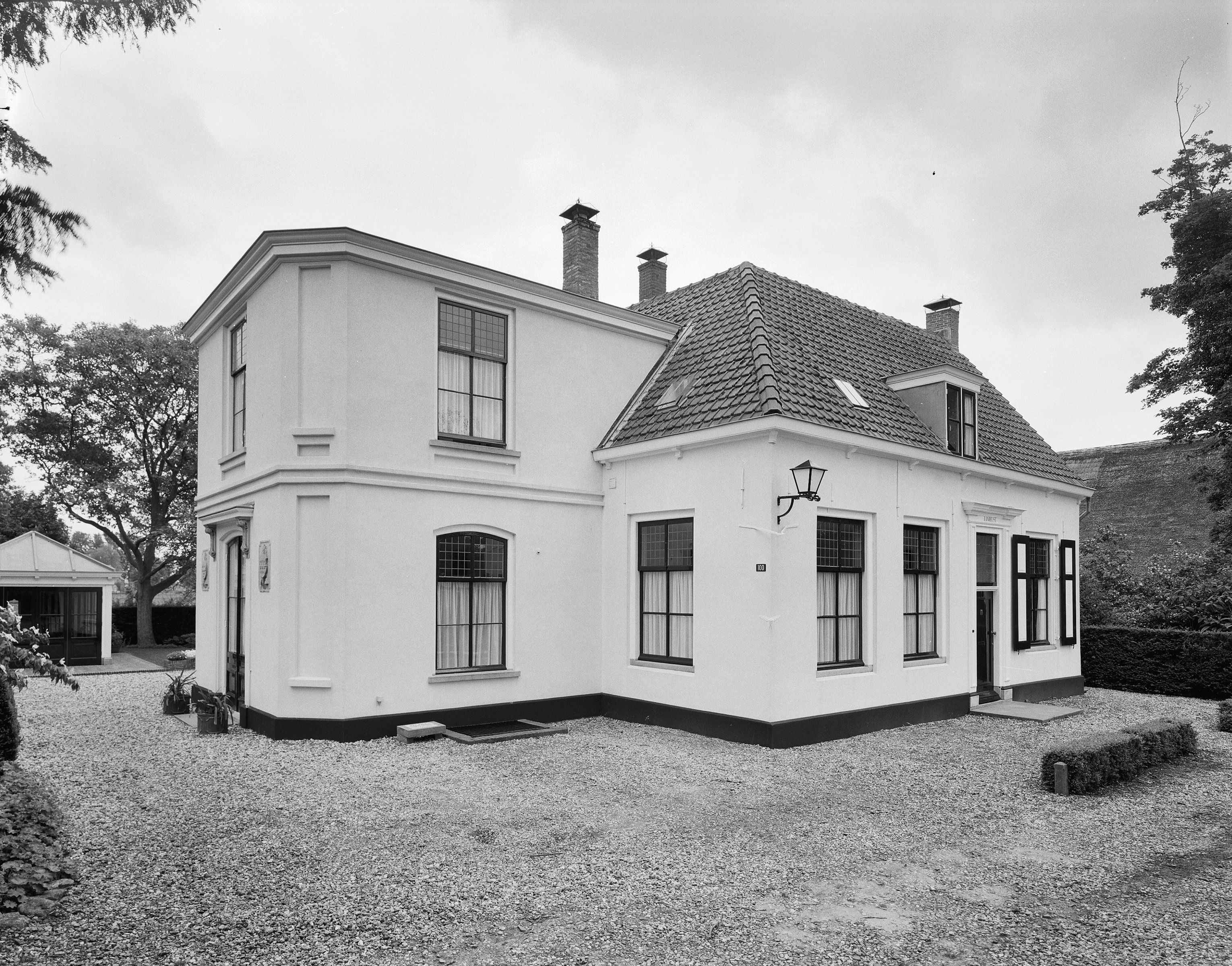
Het Huis Landlust uit 1793, met de hoge aanbouw uit circa 1856
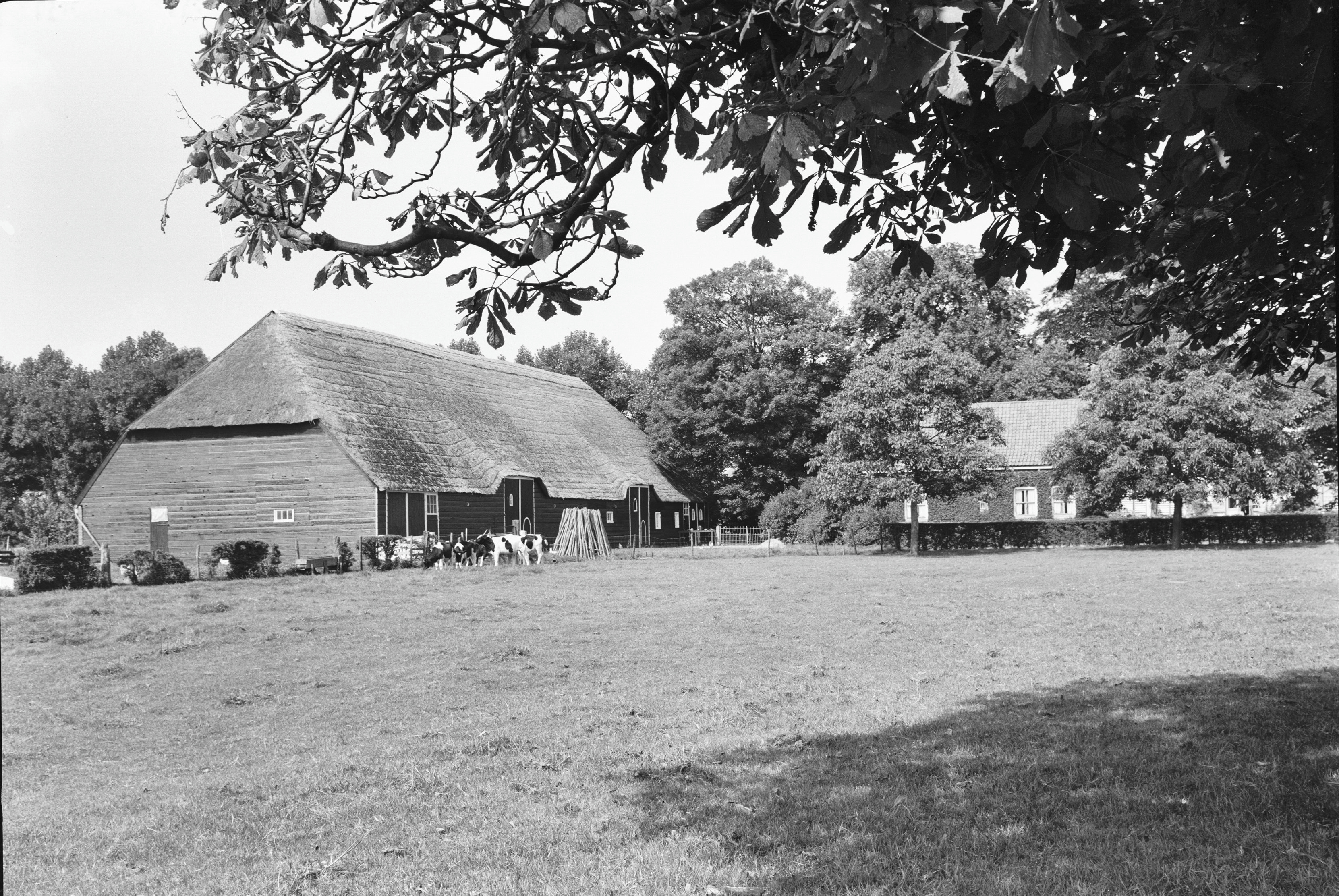
De schuur (links) en de boerderij (rechts)
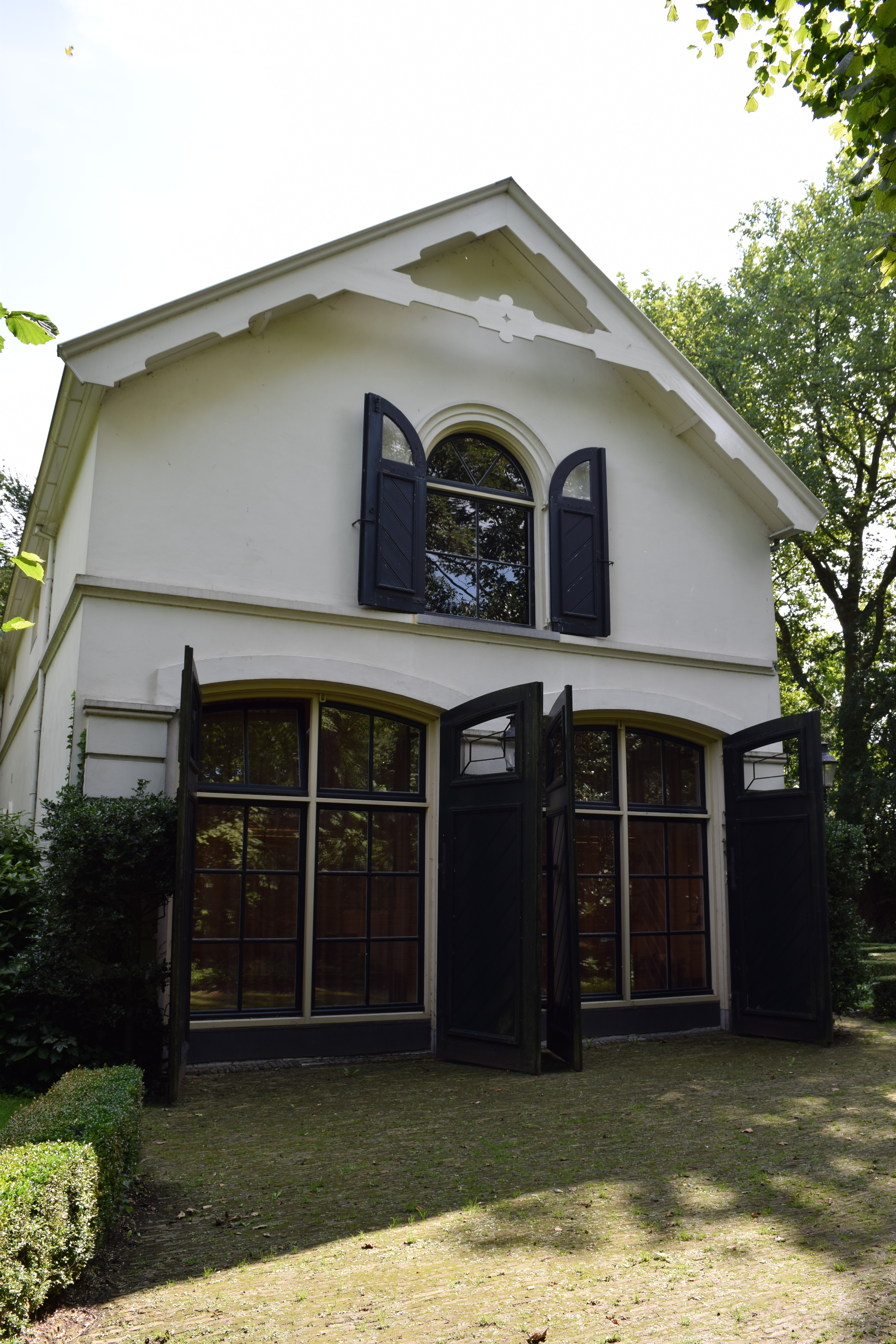
Het koetshuis
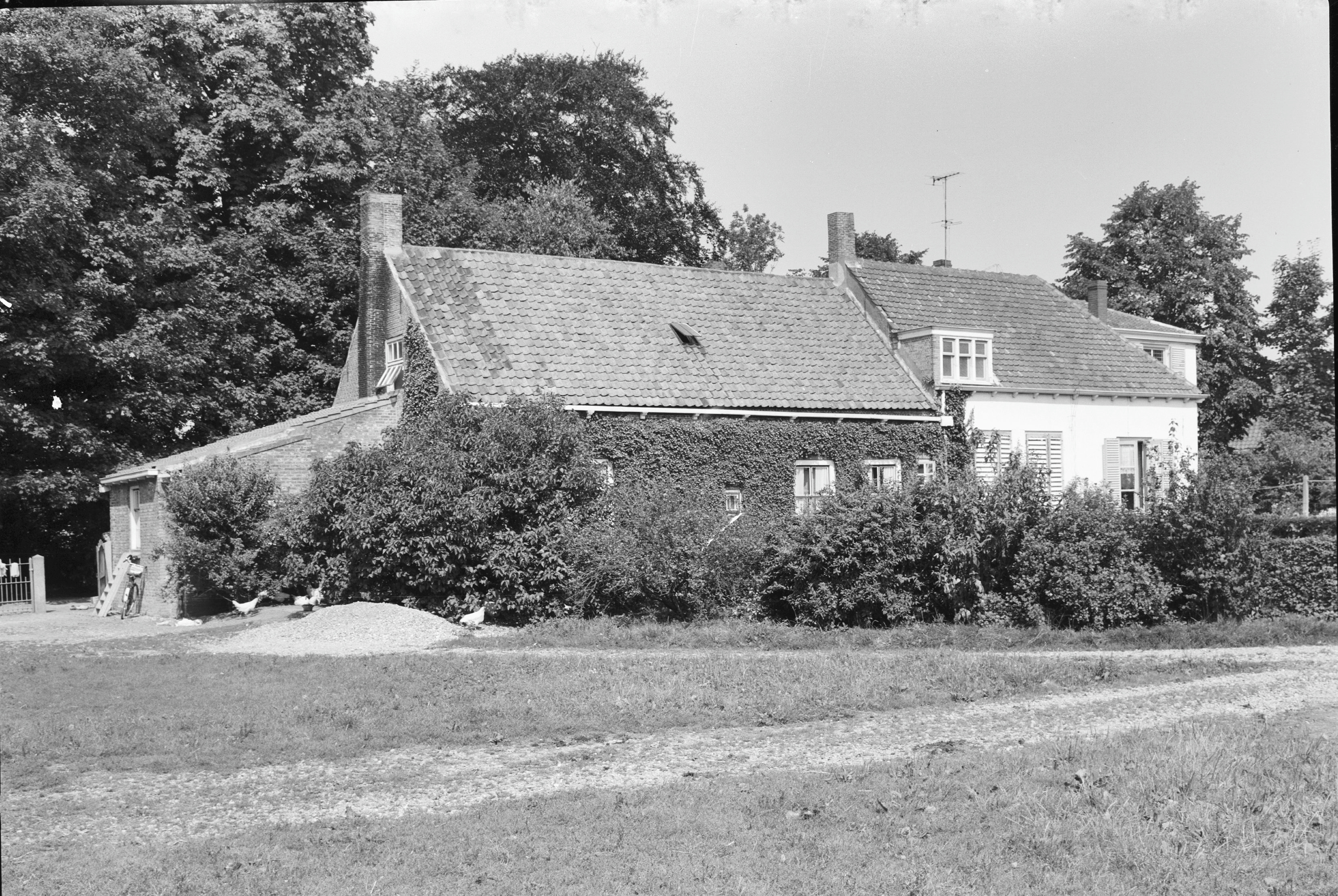
De boerderij en het Huis Landlust